# İskenderun
İskenderun (în limba greacă Ἀλεξανδρέττα, Alexandretta; în limba arabă : الإسكندرون, al-ʼIskandarūn), este un oraș și un district în Provincia Hatay, Turcia, pe țărmul Mediteranei. Orașul se află plasat în regiunea geografică, economică și culturală Çukurova.

## Geografia
İskenderun este localizat pe țărmul Golfului İskenderun la Mediterana, la poalele Muntelui Nur.
İskenderun este un centru comercial important și cel mai mare oraș al Proviciei Hatay. Orașul are unul dintre cele mai mari porturi ale Turciei la Mediterana și gazdă a celei mari oțelării a țării. Industria hotelieră este puternic dezvoltată în regiune, cu o varietate de hoteluri și pensiuni. De asemenea, în portul orașului se află un important centru de antrenament naval. 

### Clima
Cima în această regiune este fierbinte și umedă în timpul verii. În anumite perioade ale anului, orașul este măturat de vântul puternic cunoscut ca Yarıkkaya. În regiunea rurală se găsesc numeroase livezi de portocali, mandarini și lămâi, sau chiar de fructe tropicale precum mango. Iarna este umedă și cu temperaturi moderate.

## Istoria

### Antichitate
İskenderun a păstrat numele, dar se pare nu și locația originală a orașului Alexandria ad Issum (İskender este numele lui Alexandru în limba arabă). Așezarea a fost fondată de Alexandru cel Mare în anul 333 î.Hr. pentru controlul pasului numit  „Porțile Siriene”, aproximativ la 40 km sud de câmpul de luptă al bătăliei de la Issus. Orașul s-a dovedit important datorită posibilității de control asupra coridorului de trecere spre câmpia Proviciei Hatay și a nordul Siriei. Imperiul Roman a luptat pentru controlul asupra acestui coridor de trecere cu Imperiul Persan de-a lungul întregii sale existențe.
Alexandru a decis să construiască orașul pe dealurile pe care și-a stabilit tabăra și i-a dat numele său. Orașul İskenderun este unul dintre multele orașe fondate de marele lider militar și care îi poartă numele, printre care se află de exemplu Alexandria, Egipt sau  Iskandariya, Irak.

### Epoca otomană
Orașul a continuat să aibă o importanță strategică și în timpul dominației otomane. Otomanii au continuat să fortifice orașul. Ruinele fortificațiilor din secolul al XVII-lea pot fi încă văzute. În 1832, armata egipteană condusă de Muhammad Ali a traversat pasul Belen și a atacat Anatolia în 1832.
În epoca otomană târzie, orașul a câștigat o tot mai mare importanță ca avanpost al drumului comercial spre Bagdad și India.
Iskenderun a fost principala bază de plecare a neguțătorilor genovezi și venețieni, iar mai apoi a celor din nordul și vestul Europei. Compania Britanică a Levantului a menținut o agenție aici pentru aproape 200 de ani, până în 1825. Portul a crescut în timpul secolului al XIX-lea. În 1912, orașul a fost legat de restul țării printr-o cale ferată, iar drumul spre Aleppo a fost modernizat.
Odată cu izbunirea Primului Război Mondial, britanicii au urmărit dezmembrarea Imperiului Otoman și cucerirea orașului Alexandretta a devenit extrem de importantă. Portul și calea ferată puteau să servească interesele britanicilor, care urmăreau ocuparea Irakului. A existat o propunere pentru construirea unei noi căi ferate către Irak, care să pornească din  Alexandretta, dar comitetul Bunsen, (8 aprilie – 30 iunie  1915), un grup interdepartamental, care a studiat în detaliul propunerea, a dat câștig de cauză orașului Haifa .

### Republica Hatay
După colapsul Imperiului Otoman de la sfârșitul Primului Război Mondial, cea mai mare parte a regiunii Hatay, inclusiv İskenderun, a fost ocupată de trupele franceze și, în 1921, aici a fost înființată Sanjakul autonom Alexandretta din cadrul Siriei sub control francez. În 1939, Republica Hatay a fost încorporată în Republica Turcia. 

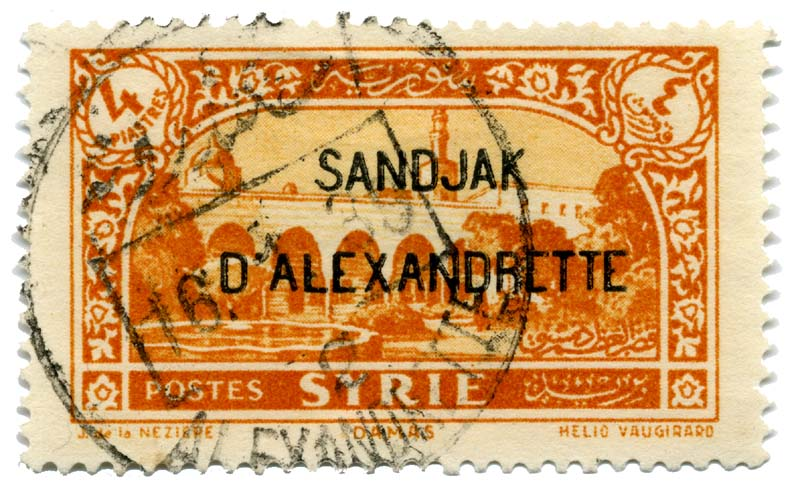
Timbru sirian supraimprimat de autorităţile franceze din 1938

## Principalele atracții turistice
- Arsuz (Uluçınar) este o localitate turistică pe litoralul Mediteranei, la sud de İskenderun. Orașul are plaje cu nisip fin, o mare caldă o cea mai mare parte a anului și o serie de locații de interes istoric. În zonă se află numeroase case de vacanță, pensiuni și hoteluri.
- Catedrala Buneivestiri din İskenderun găzduiește „Vicariatul Apostolic Romano Catolic al Anatoliei”.
- Pe muntele Muntele Soğukoluk, pe drumul spre Antakya, se află hoteluri căutate ca loc răcoros de odihnă chiar și în verile toride.
- Castelul Bakras, fondat încă din antichitate, restaurat în mai multe rânduri, a fost un punct de control pe drumul montan spre Antakya, la aproximativ 27 km de İskenderun.

## Biblografie
1. ↑  David Fromkin (1989). A Peace to End all Peace. p. 149.